# Martial Desbois
Martial Desbois, né en 1630 à Paris et mort en 1700 dans la même ville, est un graveur français. Il a presque toujours travaillé en Italie, où il fut employé par le médecin Charles Patin.

## Biographie
Martial Desbois est né à Paris en 1630 à une date inconnue. Outre sa production artistique, très peu de détails sont connus de sa vie.
L'essentiel de la carrière professionnelle connue de Desbois se passe en Italie. Le parcours de l'artiste graveur se comprend en fonction des trois villes italiennes dans lesquelles il a travaillé : Gênes, Venise et Padoue.
Le monogramme de Martial Desbois, composé de ses initiales « MD », est répertorié par Franz Brulliot (en) dans son Dictionnaire des monogrammes. 
Martial Desbois revient en France en 1696, puis meurt à Paris en 1700.

## Galerie

Gravures de reproduction
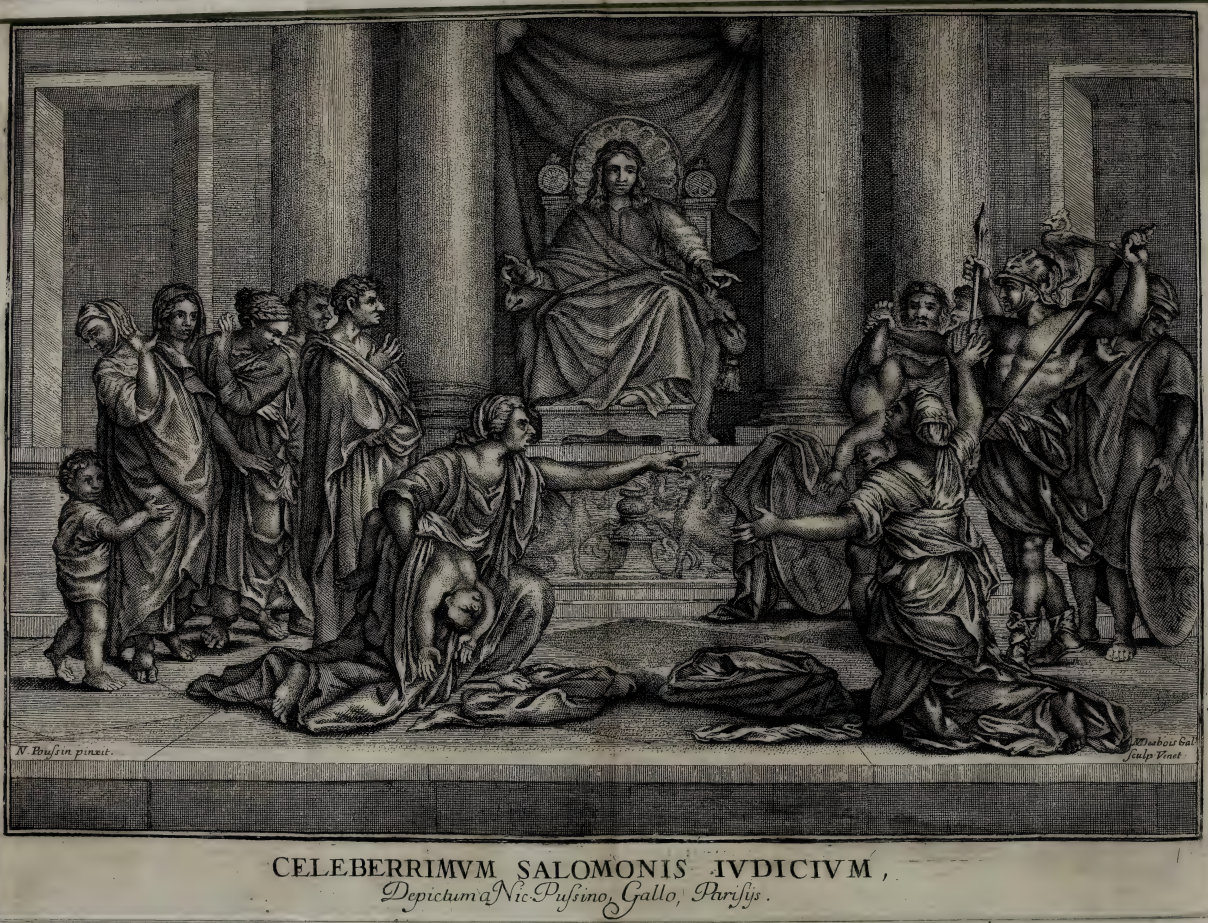
Le Jugement de Salomon, d'après Nicolas Poussin.
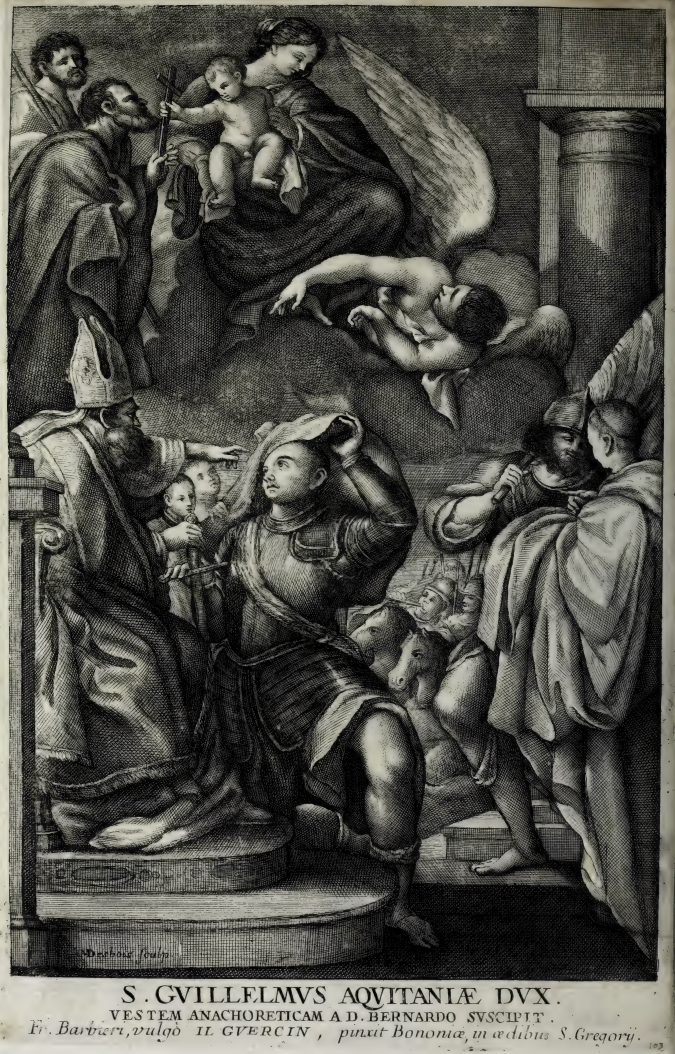
La Prise d'habit de saint Guillaume d'Aquitaine, d'après Le Guerchin.
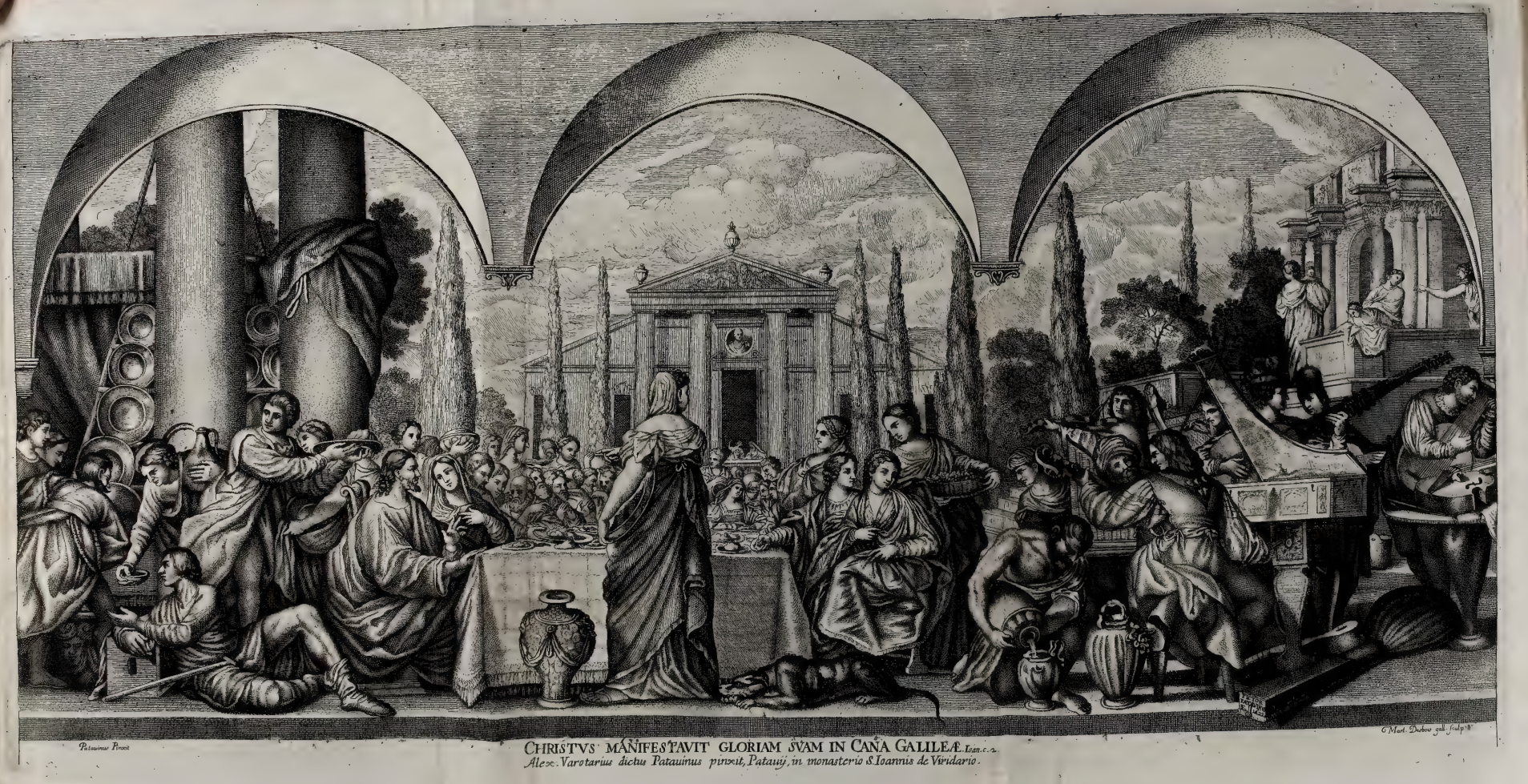
Les Noces de Cana, d'après Alessandro Varotari.
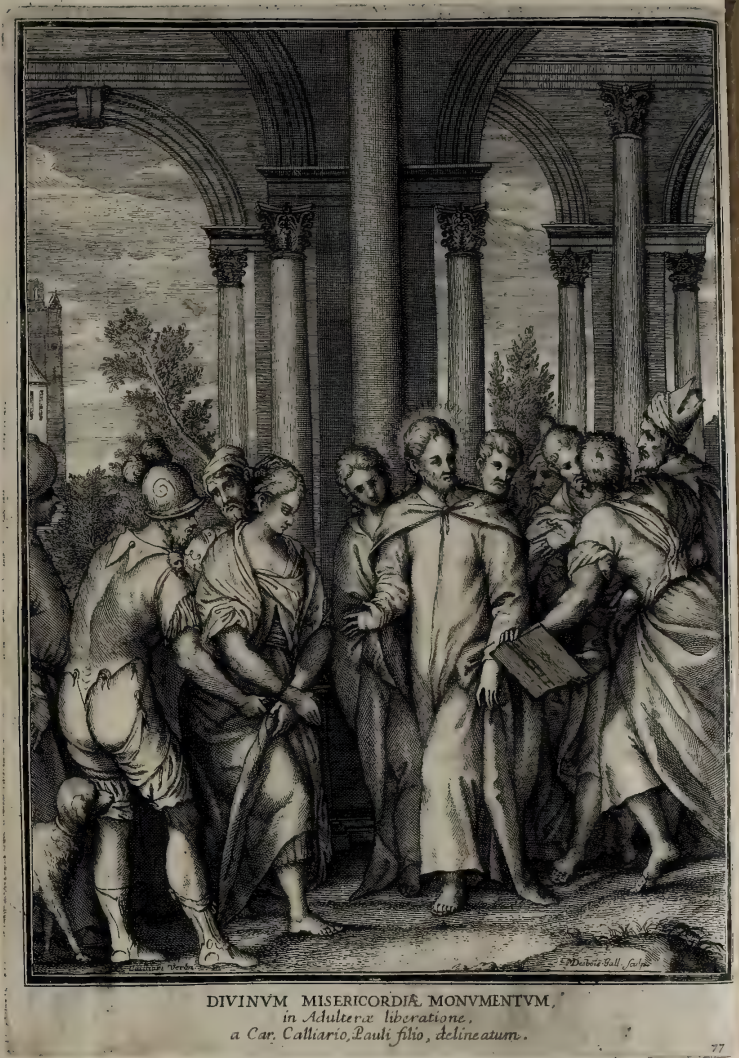
La Femme adultère, d'après Carlo Caliari.
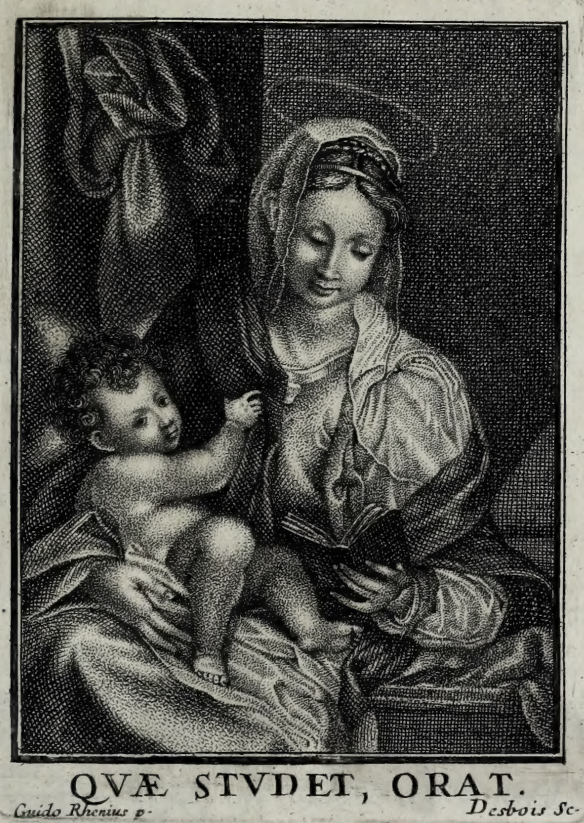
La Sainte Vierge et l'Enfant Jésus, d'après Guido Reni.

Œuvres variées
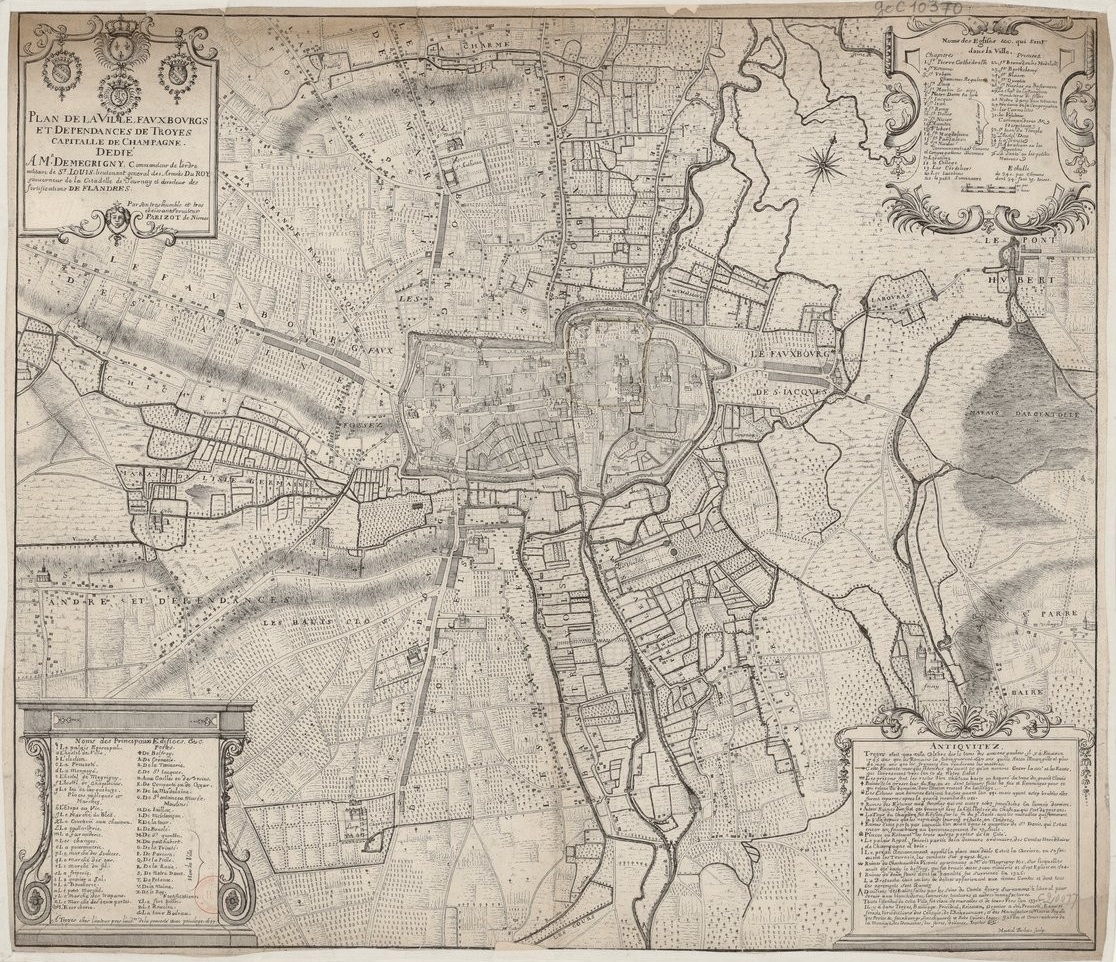
Plan de la ville de Troyes, en France.
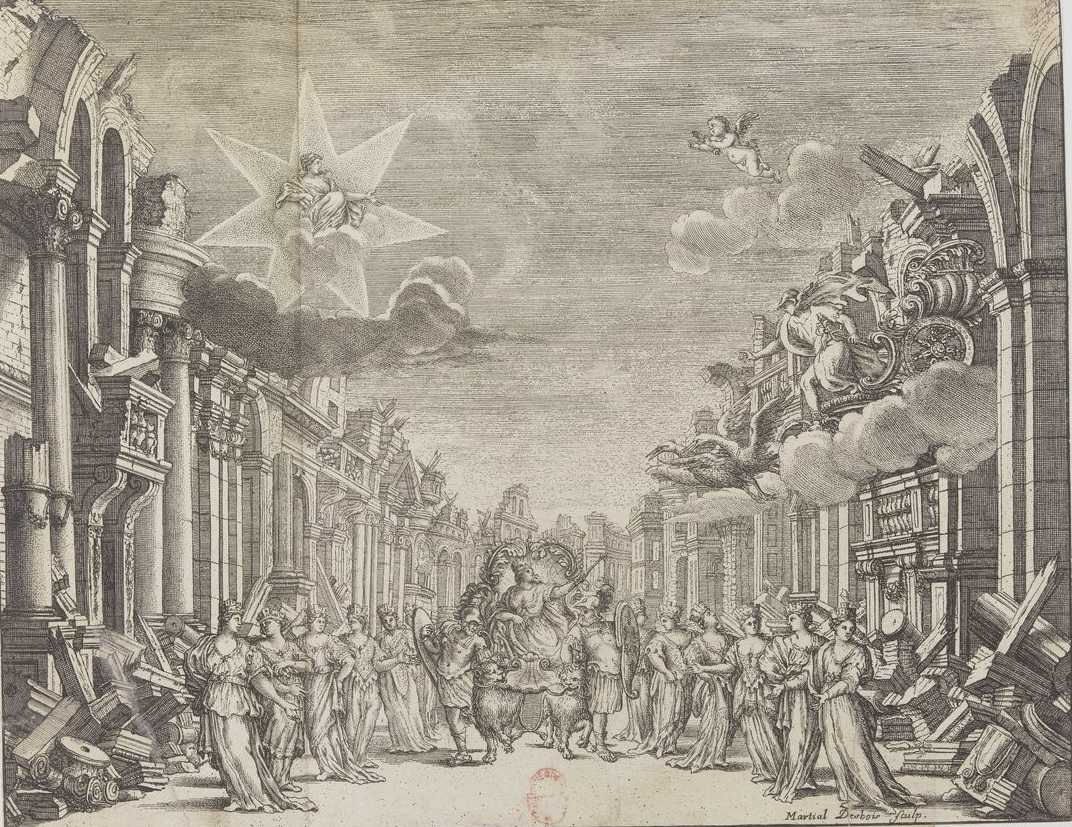
Décors d'un opéra pour Giacomo Torelli.
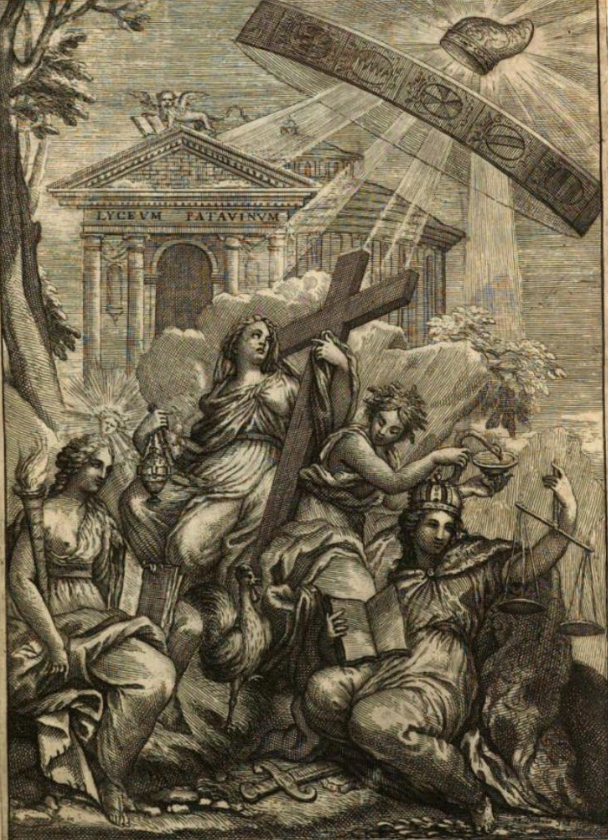
Frontispice du Lyceum Patavinum de Charles Patin.
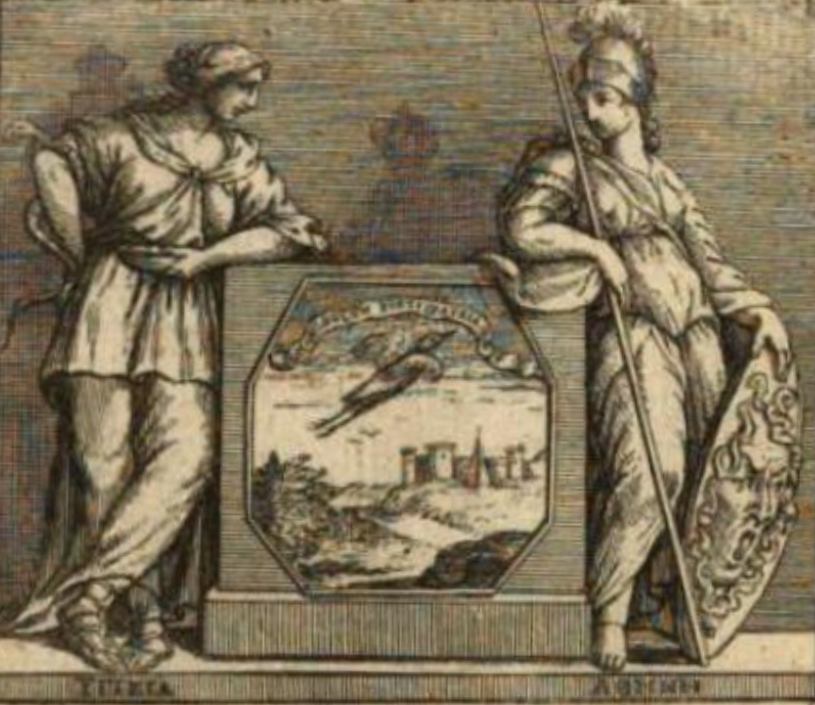
Minerve et Hygie, fleuron de titre du Lyceum Patavinum de Charles Patin.
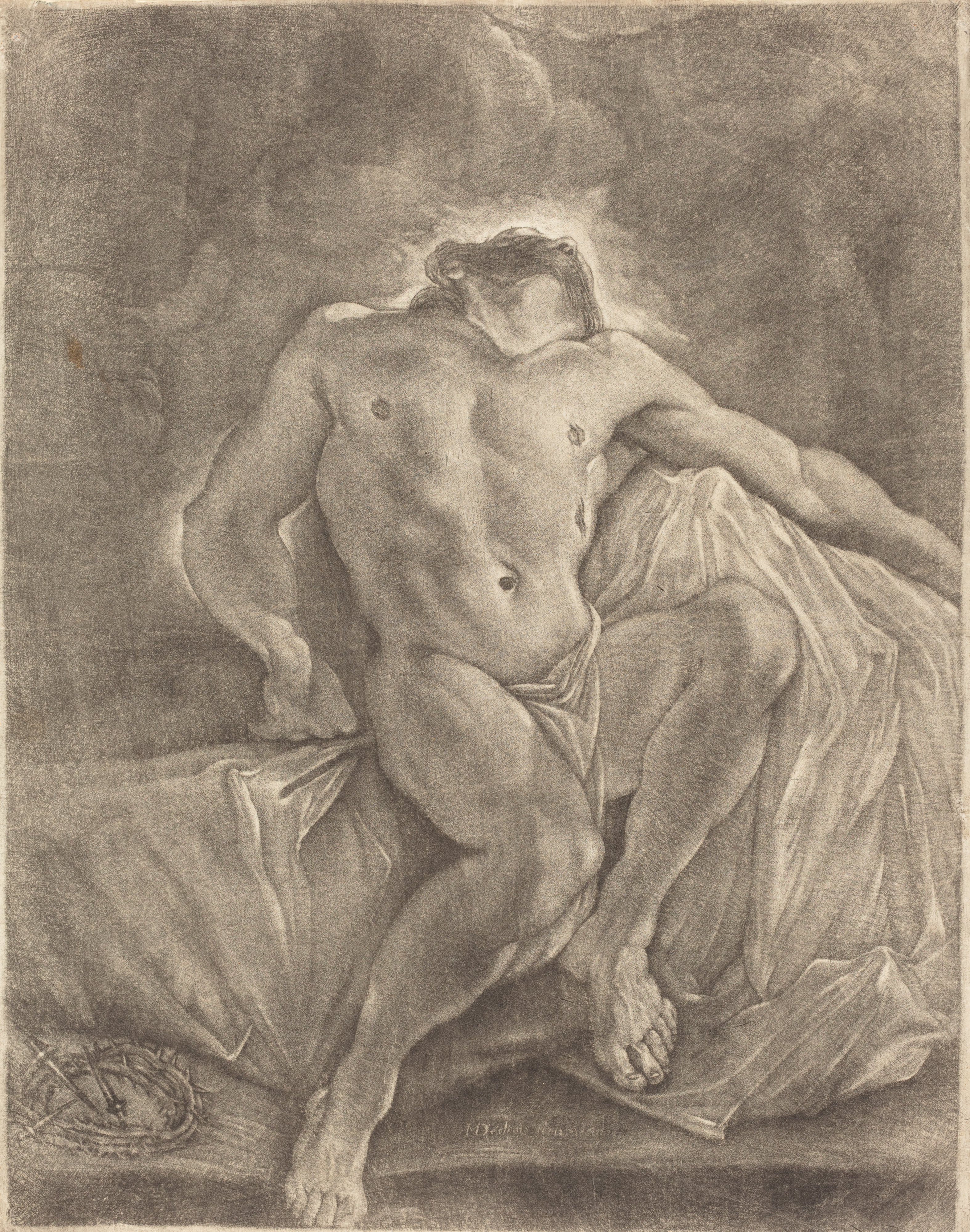
Le Corps mort du Christ, gravure originale de Martial Desbois.

Portraits
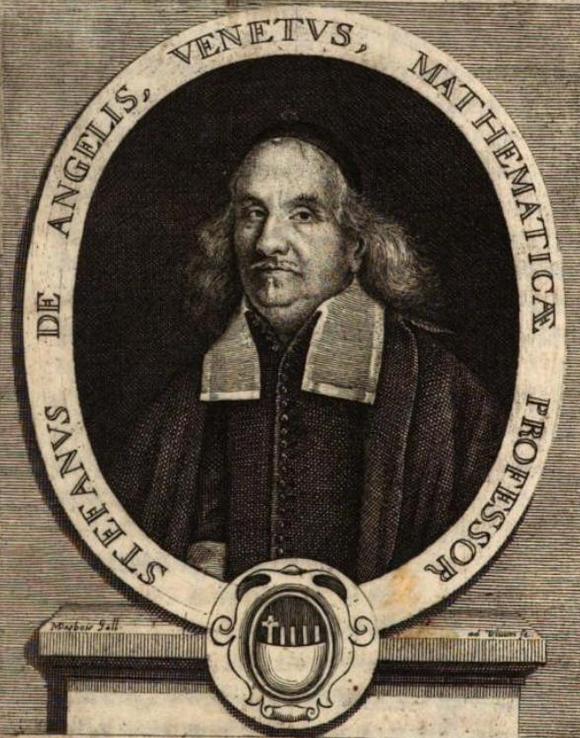
Stefano degli Angeli
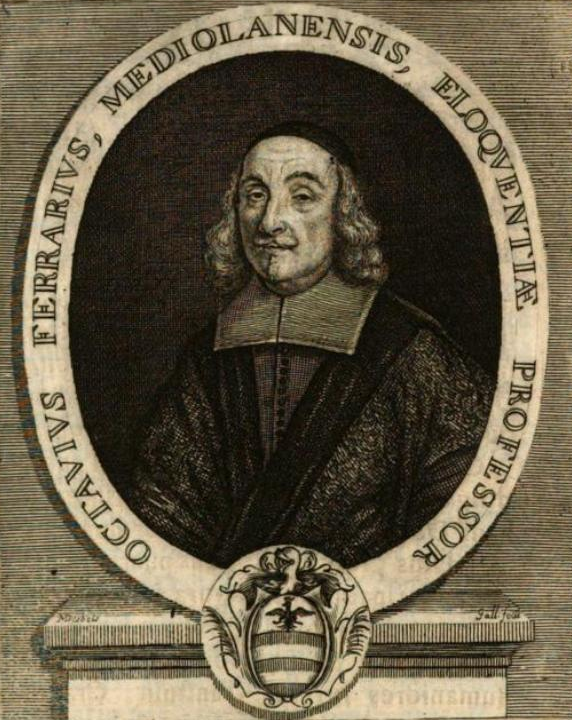
Ottavio Ferrari
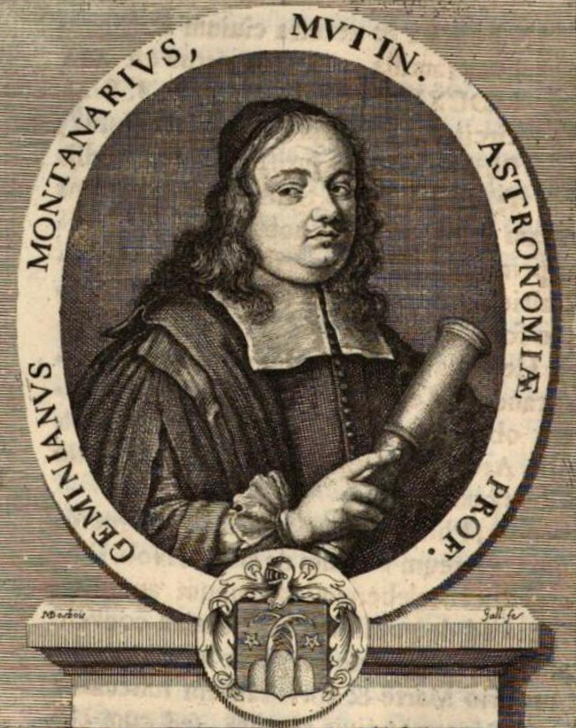
Geminiano Montanari
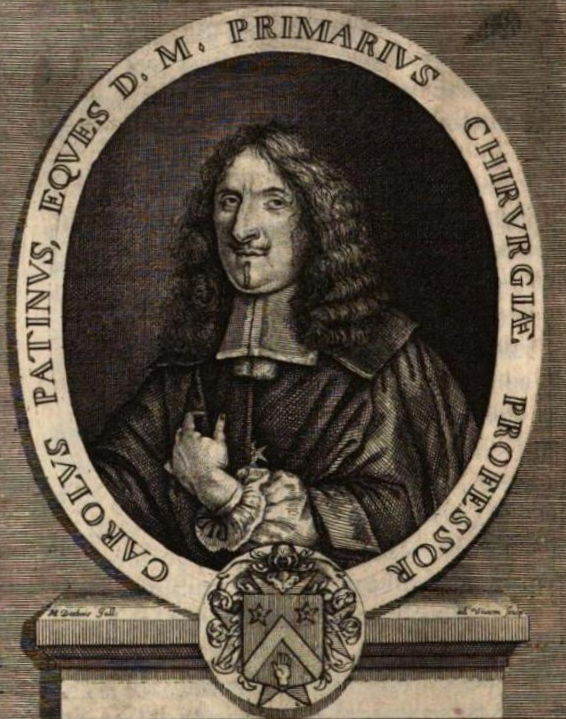
Charles Patin
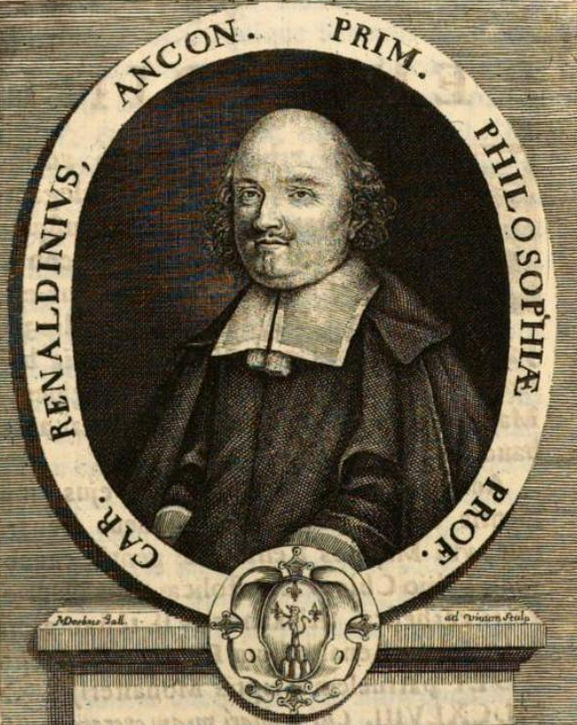
Carlo Renaldini
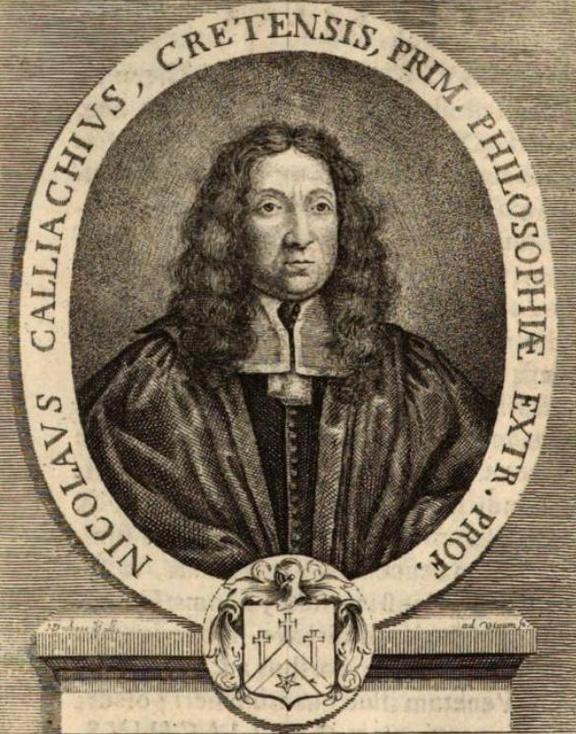
Nicholas Kalliakis (en)
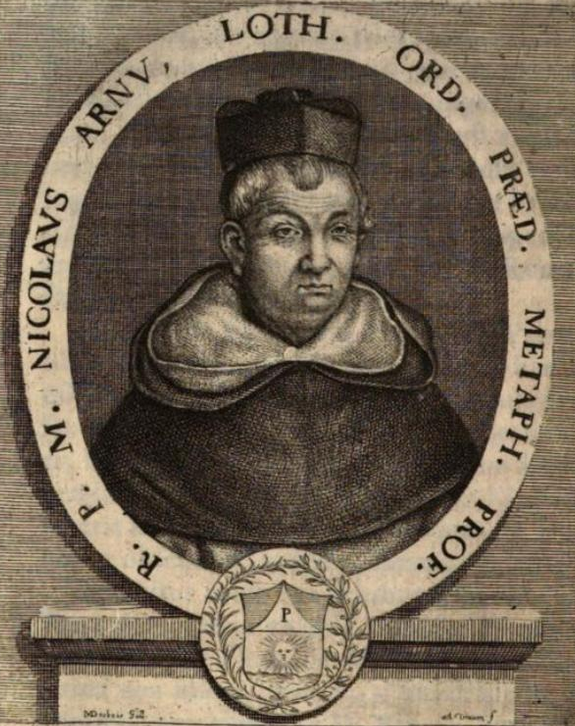
Nicholas Arnu (ca)
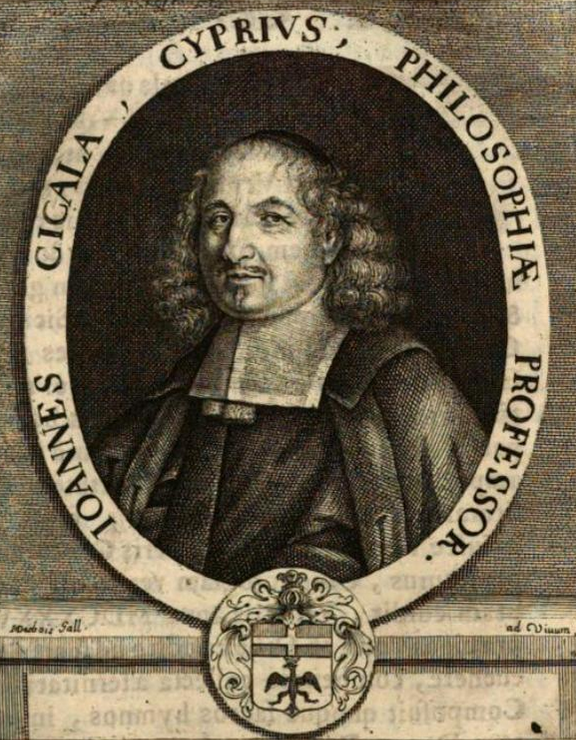
Ioannis Kigalas (en)
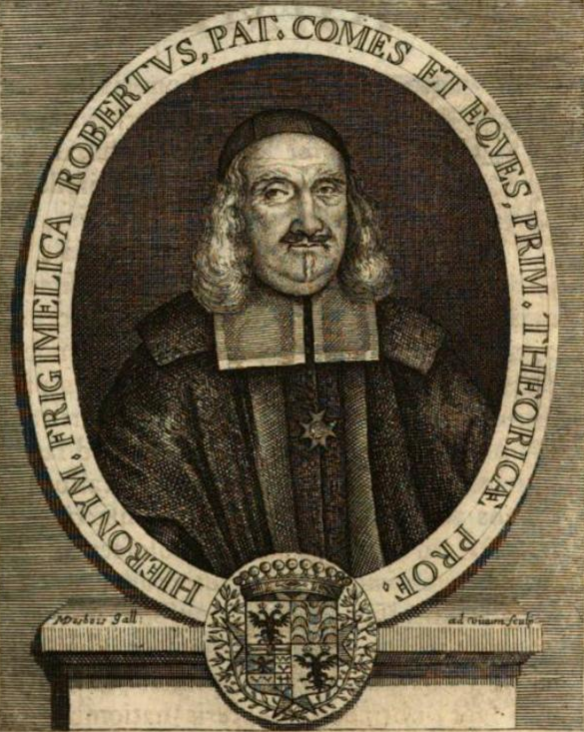
Gerolamo Frigimelica Roberti (en)
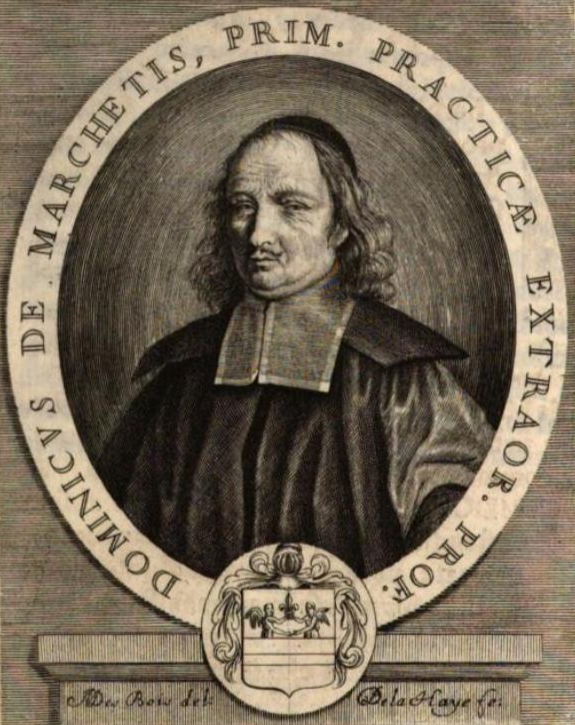
Domenico Marchetti
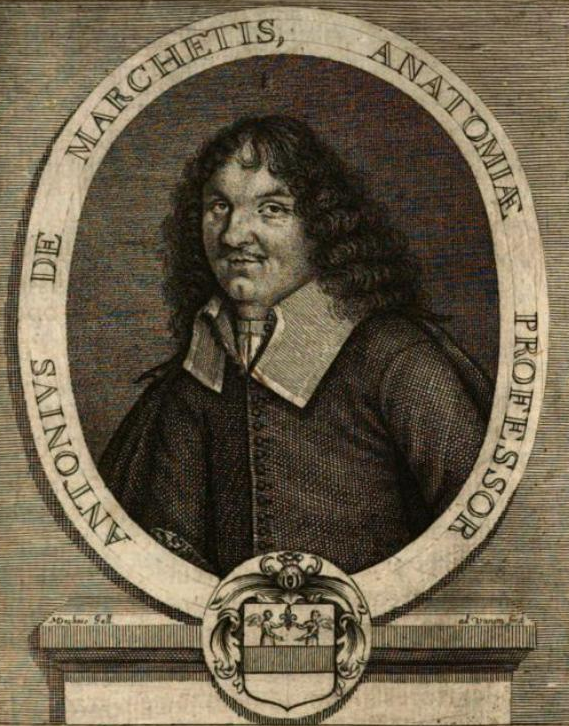
Antonio Marchetti (it)